# Vuelo 178 de Ural Airlines
El vuelo 178 de Ural Airlines fue un vuelo regular de pasajeros desde Aeropuerto Internacional de Moscú-Zhukovski en Moscú (Rusia) al Aeropuerto Internacional de Simferópol en Simferópol, Crimea, Rusia. El 15 de agosto de 2019, el Airbus A321 que operaba el vuelo sufrió un choque contra una bandada de pájaros que paralizaron los motores, provocando que el piloto tuviera que aterrizar de emergencia en un campo de maíz. Sin víctimas mortales de los 233 ocupantes, 74 necesitaron asistencia médica y solo una persona fue hospitalizada.

## Avión

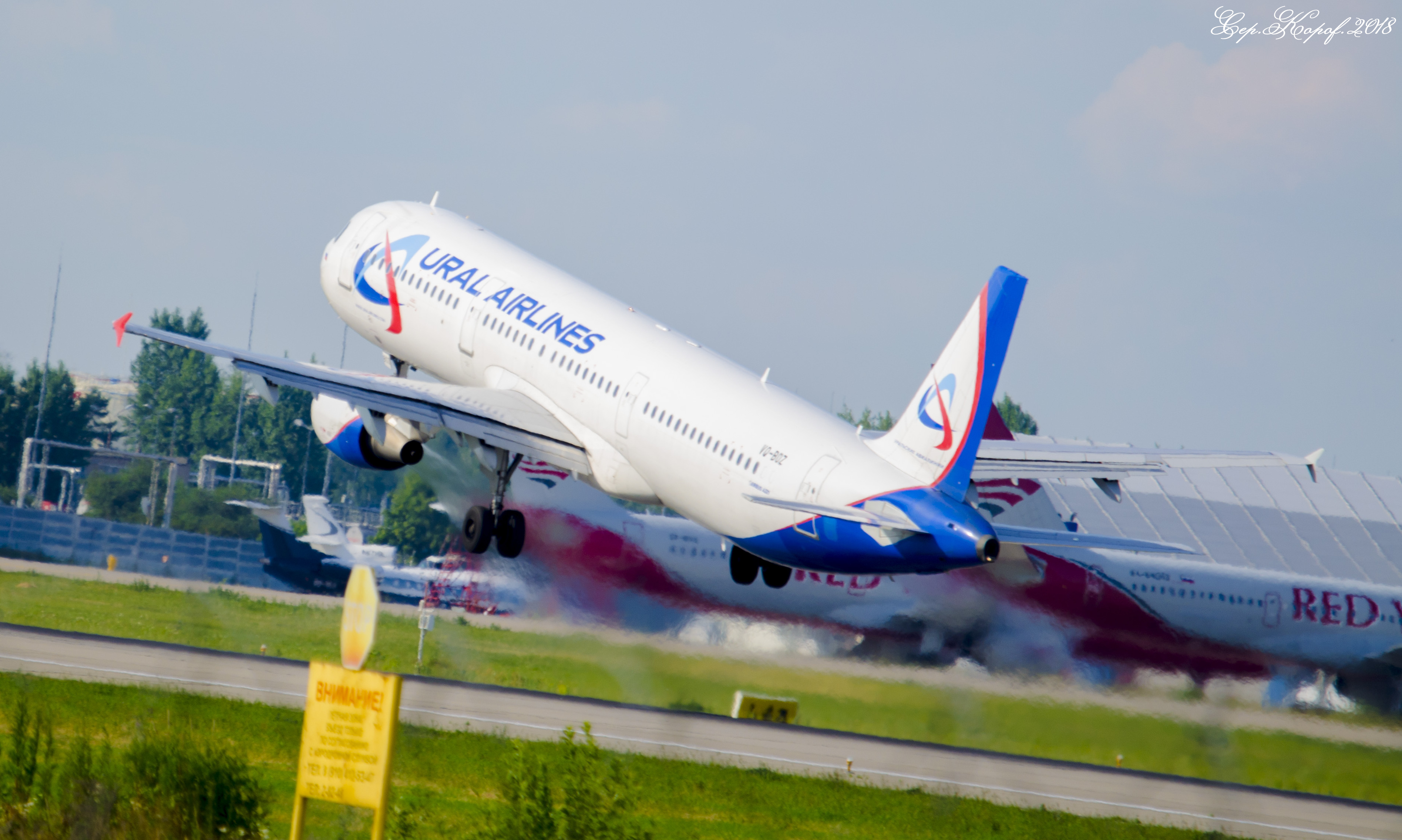
La aeronave accidentada en junio de 2018.

El avión era un Airbus A321-211, registrado en Bermudas como VQ-BOZ, msn 2117. Fue construido en 2003 para MyTravel Airways (como G-OMYA), que decidió no aceptarlo; luego fue transferido a Cyprus Turkish Airlines como TC-KTD. Luego operó para AtlasGlobal como TC-ETR en 2010 y Solaris Airlines en 2011 como EI-ERU antes de ser entregado a Ural Airlines en 2011 como VQ-BOZ. El avión sufrió daños irreparables en el accidente.

## Accidente
El avión sufrió un choque con aves poco después de despegar del Aeropuerto Internacional de Zhukovsky, Moscú, Rusia, con destino a aeropuerto internacional de Simferopol, Simferopol, Crimea. Un pasajero registró el descenso del avión en un campo de maíz después de que una bandada de gaviotas golpeó ambos motores CFM56-5. El primer golpe de pájaro causó una pérdida completa de potencia en el motor izquierdo. Un segundo golpe de pájaro dejó al motor derecho con un empuje insuficiente para mantener el vuelo.
Los pilotos decidieron apagar ambos motores y optaron por hacer un aterrizaje de emergencia en un campo de maíz cerca de la pista del aeropuerto. El avión realizó un aterrizaje forzoso en el campo de maíz a 2,8 millas náuticas (5,2 km) del Aeropuerto Internacional de Zhukovsky. El piloto decidió no bajar el tren de aterrizaje para deslizarse más efectivamente sobre el maíz.
Todos a bordo del vuelo sobrevivieron. Ha habido diferentes informes sobre el número de lesiones sufridas ya que los criterios para contar a una persona como "herida" no son demasiado estrictos. Según algunos informes, 55 personas recibieron atención médica en el lugar. 29 personas fueron trasladadas al hospital, de las cuales 23 resultaron heridas. Seis personas fueron ingresadas como pacientes hospitalizados. Finalmente, el número de lesiones se fijó en 74, ninguno de los cuales resultó gravemente herido. A todos los pasajeros se les ofrecieron ₽ 100.000 (U$S 1.714) como compensación por accidente.

## Investigación
Se ha abierto una investigación sobre el accidente. El Comité Interestatal de Aviación es responsable de investigar los accidentes de aviación civil en Rusia.
Hay una proliferación de aves cerca del aeropuerto Moscú-Zhukovsky debido a los vertederos ilegales. Las medidas de control de aves desplegadas son insuficientes.